# Warmeding
Warmeding ist ein Gemeindeteil der Gemeinde Babensham im Landkreis Rosenheim in Oberbayern. Der Ort hat 20 Einwohner und ist landwirtschaftlich geprägt.
Grundschulort ist das fünf Kilometer entfernte Babensham, die nächste Hauptschule befindet sich in Schnaitsee (5 km), die nächste Realschule in Wasserburg am Inn (10 km), die nächsten Gymnasien in Wasserburg oder Gars (12 km).

## Verkehr
Warmeding liegt etwa 400 Meter westlich der Kreisstraße RO 35 von Unterreit nach Schonstett.